# 효철의황후
효철의황후 아로특씨(孝哲毅皇后阿魯特氏, 만주어: ᡥᡳᠶᠣᠣᡧᡠᠩᡤᠠ
ᠰᡠᠯᡨᡠᠩᡤᠠ
ᡶᡳᠯᡳᠩᡤᠠ
ᡥᡡᠸᠠᠩᡥᡝᠣ 히유슝가 술퉁가 힐링가 후왕허오, 1854년 7월 25일 ~ 1875년 3월 27일)는 동치제의 황후이다. 흔히 가순황후(嘉順皇后)로 알려져 있다. 시호는 효철가순공단헌천창성의황후(孝哲嘉順恭端憲天彰聖毅皇后)이다. 만주 양황기(鑲黃旗) 출신이다.

## 서태후와 효철의황후
효철의황후는 동치제가 혼인할 때 동태후가 골라준 신붓감이었다고 한다. 그러나 서태후는 효철의황후를 무척 싫어했으며, 심하게 괴롭혔다고 전해지는데 심지어는 황제와 황후를 따로 살게 했다고 한다. 황후가 없어서 외로웠던 동치제는 매독에 걸렸고, 서태후는 이런 난잡한 동치제의 행각으로 인한 병을 묵인시켰다고 한다. 그리고 태의(청나라 황실의 어의)들은 황후에게 동치제가 천연두에 걸렸다고 거짓말을 했다. 그리고 의사들은 천연두를 낫게 하는 약을 주어 몇 주 후 동치제는 세상을 떠난다. 이에 대해 서태후는 황제의 죽음이 효철의황후의 잘못이라며 음식을 주지 않았다. 황후는 아버지에게 도와달라는 편지를 보냈으나 아버지 아로특숭기는 '황후께서 아실 것입니다'(중국어: 皇后圣明。)란 답장을 보냈다. 그래서 효철의황후는 자살을 하였고, 서태후는 이를 가엾게 여겨 '효철의황후' 란 시호를 내려주었다.
| 전임 효정현황후 | 청나라의 황후 1872년 9월 15일 ~ 1875년 1월 12일 | 후임 효정경황후 |

## 같이 보기
- 입팔분공